# Krwawnik szlachetny
Krwawnik szlachetny (Achillea nobilis L.) – gatunek rośliny z rodziny astrowatych. Występuje w południowej i środkowej Europie oraz w zachodniej, środkowej i północnej Azji. Jako introdukowany rośnie w Wielkiej Brytanii, na Dalekim Wschodzie oraz na północy Stanów Zjednoczonych. W Polsce występuje w rozproszeniu zawlekany na siedliskach antropogenicznych w miastach, ale też podawany był jako występujący na Wyżynie Małopolskiej i status gatunku w polskiej florze określany jest jako niepewny.

## Morfologia

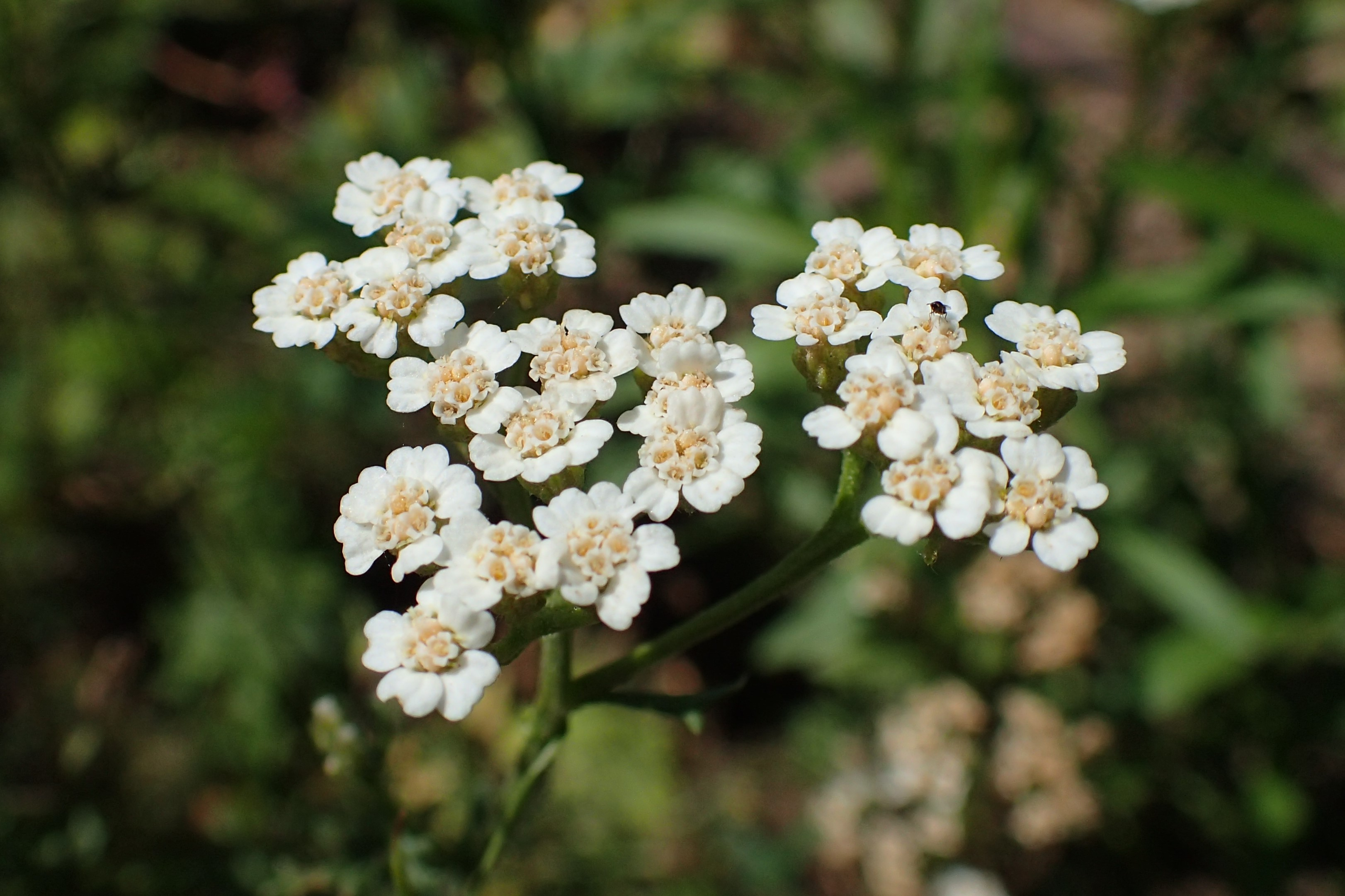
Kwiatostan

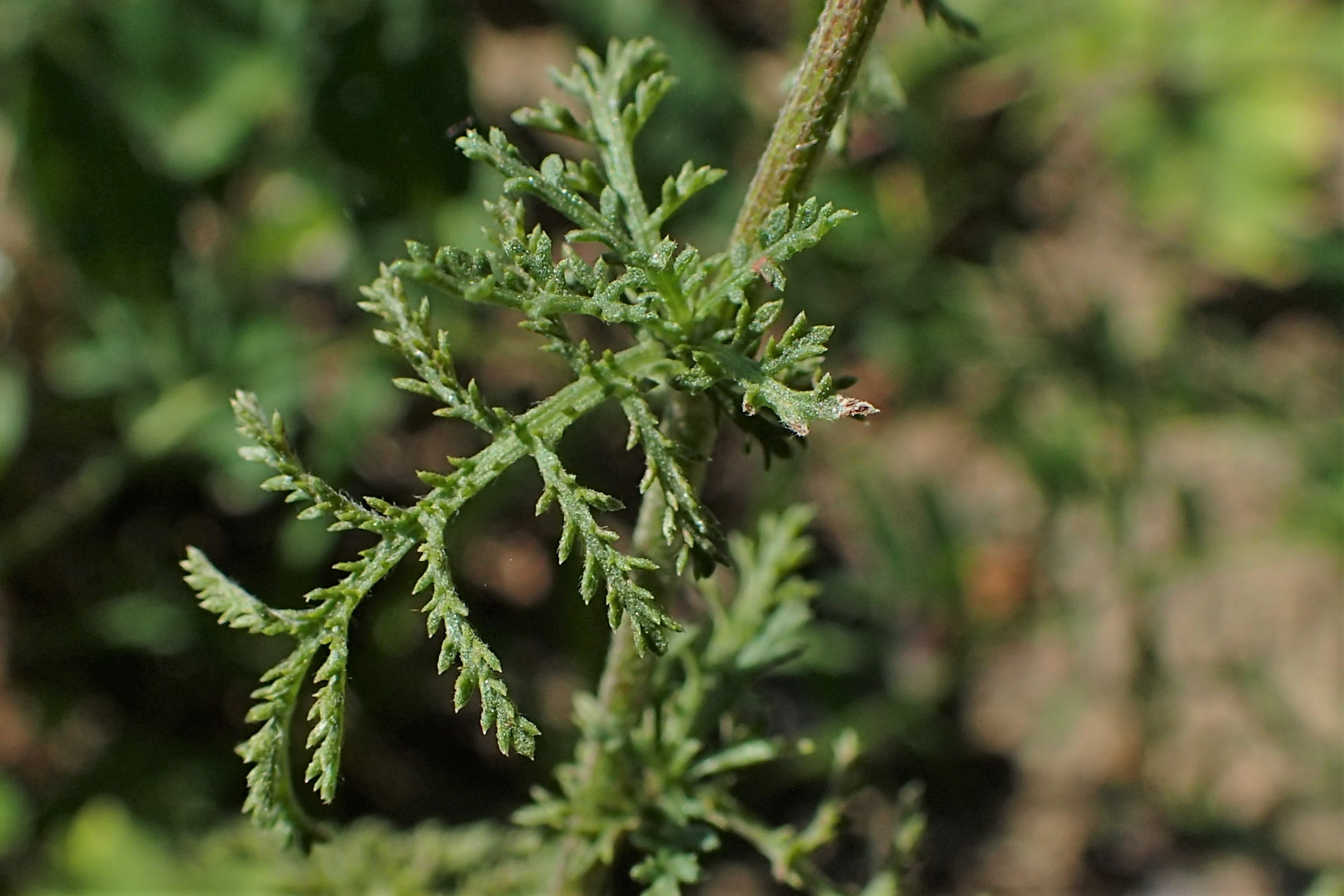
Liść

PokrójRoślina zielna z krótkim, wielogłowym kłączem, z którego wyrastają wzniesione pędy kwiatonośne i płonne, w tym też tylko z przyziemnymi różyczkami liści. Rozłogów u tego gatunku brak. Roślina silnie aromatyczna.
ŁodygaZ kłącza wyrasta od 1 do 6 łodyg osiągających od 20 do 60 cm wysokości. Łodygi są prosto wzniesione i rozgałęzione tylko w górnej części, nagie lub przylegająco omszone, delikatnie żeberkowane.
LiścieGęsto ułożone wzdłuż łodygi, w dole ogonkowe, wyższe siedzące. Mają kształt podługowato eliptyczny, osiągają do 6 cm długości i są potrójnie pierzastosieczne. Łatki są równowąskie, chrząstkowato zakończone. Między 5–12 parami odcinków I rzędu na osi liścia występują lancetowate, niepodzielone lub podzielone ząbki.
KwiatyZebrane w liczne, drobne koszyczki, te z kolei tworzą gęsty i wypukły kwiatostan złożony typu podbaldach. Okrywa koszyczka długości 3–4 mm z listkami jajowatymi długości 2,5-3,5 mm. Listki te są żółtozielone, brązowo obłonione i owłosione. Dno koszyczków jest wypukłe, a w czasie owocowania wydłużone stożkowato. Plewinki lancetowate, drobne i przejrzyste. Kwiaty języczkowate zwykle w liczbie 5, białe, do 1 mm długości i 1-2 mm szerokości, zwykle odgięte w dół.
OwocePodługowate niełupki o długości 1 mm, nieoskrzydlone.

## Biologia i ekologia

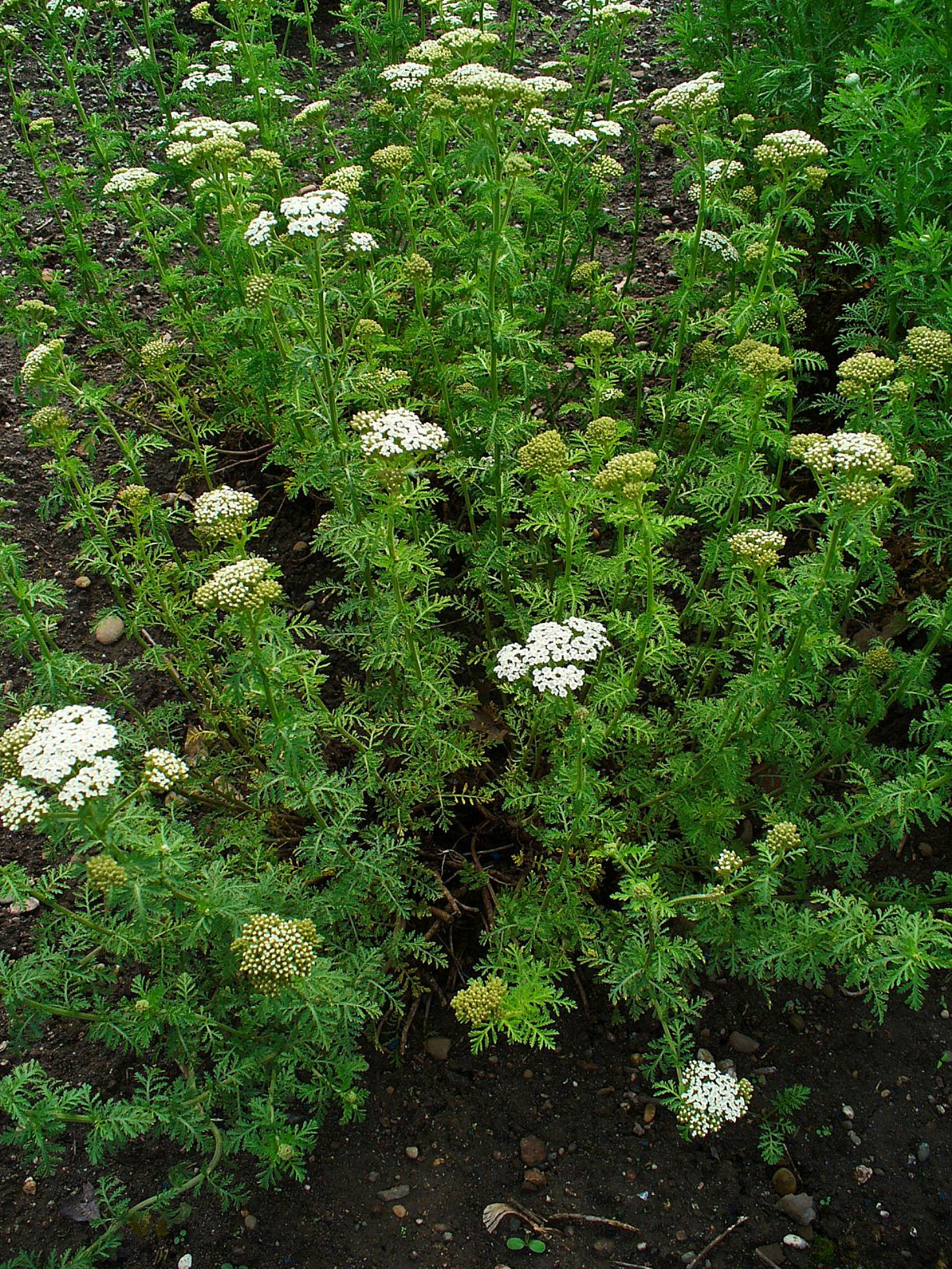
Pokrój

Bylina, hemikryptofit. Kwitnie od lipca (rzadko od czerwca) do września. Występuje w miejscach słonecznych i suchych, często kamienistych – w murawach, łąkach, zaroślach i skrajach lasów, na miedzach i jako chwast w uprawach polowych i winnicach, poza tym na siedliskach ruderalnych – przydrożach, przytorzach, nasypach, rumowiskach i trawnikach. Gatunek charakterystyczny zespołu Poo-Anthemetum tinctoriae. Liczba chromosomów 2n = 18, 27.

## Zmienność
Gatunek zróżnicowany jest na pięć podgatunków:
- Achillea nobilis subsp. densissima (O.Schwarz ex Bässler) Hub.-Mor.
- Achillea nobilis subsp. kurdica Hub.-Mor.
- Achillea nobilis subsp. neilreichii (A.Kern.) Velen.
- Achillea nobilis subsp. nobilis
- Achillea nobilis subsp. sipylea (O.Schwarz) Bässler